# Mount Block
Mount Block ist ein antarktischer Nunatak, der sich rund acht Kilometer südlich des Block Peak in den Grosvenor Mountains erhebt. 
Entdeckt wurde er durch den US-amerikanischen Polarforscher Richard Evelyn Byrd während des Fluges zum Südpol am 29. November 1929 im Rahmen seiner ersten Antarktisexpedition (1928–1930). Benannt ist er nach Paul Block Jr. (1911–1987), Sohn von Paul Block Sr. (1875–1941), einem Schirmherrn der Expedition.